# 方兴湖站
方兴湖站位于中华人民共和国安徽省合肥市包河区（滨湖新区）上海路与杭州路交叉口地下，是合肥轨道交通5号线的地铁车站。

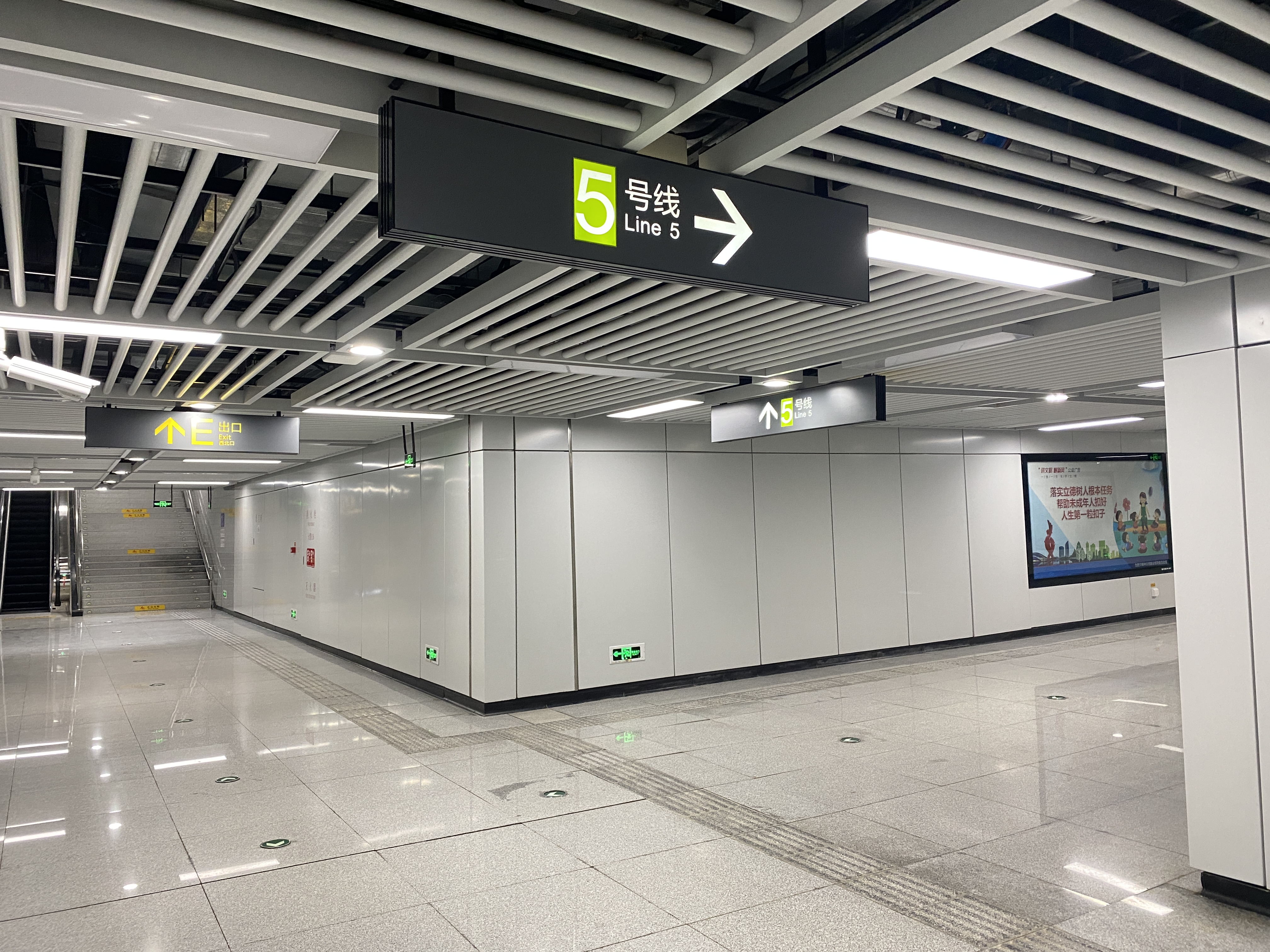
合肥轨道交通5号线 方兴湖车站 DE出口（B1）连廊

## 车站结构
方兴湖站位于上海路与杭州路交叉口，沿上海路东侧规划绿化带南北向布置，车站为地下两层单柱双跨岛式车站，站台宽度12m。